# Episema gozmanyi
Episema gozmanyi là một loài bướm đêm trong họ Noctuidae.